# Bosje van Six
Het Bosje van Six is een natuurgebied van het Goois Natuurreservaat in Blaricum.
Het gebied van 6 hectare bestaat voornamelijk uit loofbos. Het ligt ten oosten van de Eemnesserweg tussen Blaricum en Laren, op de grens met de gemeente Eemnes. De naam van het gebiedje kwam aan zijn naam door Jan Willem Six (van Vromade) (1872-1936) uit de familie Six die het bosje verkocht.
Het bosje ligt in de ecologische verbindingszone tussen de droge zandgrond van het Gooi en de open Eempolder. In het bos groeit loofhout op de wat rijkere grond. In het bos ligt een poel als leefgebied voor amfibieën.
Het bosje ligt in een gebied dat vroeger bekend was als de Bouwvenen. Toen de Gooyergracht in 1356 als grens tussen het graafschap Holland en het Sticht werd gegraven ontstonden de Bouwvenen als een driehoekige strook van bijna 3 km lang. Dit gebied werd aan Holland toegewezen maar werd gebruikt door de Eemnesser boeren.